# Myalgische encefalomyelitis/chronischevermoeidheidssyndroom
Myalgische encefalomyelitis/chronischevermoeidheidssyndroom (ME/CVS) is een invaliderende en langdurige medische aandoening. Personen met ME/CVS lijden aan o.a. aan extreme vermoeidheid, niet-herstellende slaap, en een toename van klachten na inspanning die 'postexertionele malaise' wordt genoemd.
De diagnose van ME/CVS is gebaseerd op het klachtenpatroon en medische voorgeschiedenis van de patiënt. Er bestaat geen eenduidige medische test die kan aantonen of men de aandoening heeft. Wel is een grondig medisch onderzoek aangewezen om alternatieve oorzaken voor de klachten uit te sluiten.
De oorzaak van ME/CVS is onbekend. Vrouwen worden vaker getroffen door ME/CVS dan mannen. Het syndroom begint vaak na een infectieziekte zoals het Epstein-barrvirus of Q-koorts. In de 11de revisie van de International Classification of Diseases (ICD-11) worden ME en CVS ingedeeld onder code '8E49 Postviral fatigue syndrome - Other disorders of the nervous system'.
De ernst van ME/CVS kan in de loop van de tijd schommelen, maar volledig herstel is ongebruikelijk. Een curatieve therapie is niet voorhanden. De behandeling is vooral gericht op het verlichten van de symptomen van ME/CVS.
Het is onduidelijk hoeveel mensen in Nederland of België aan ME/CVS lijden. In Amerikaans onderzoek werd de prevalentie geschat op 420 per 100.000 personen.

## Geschiedenis

### Myalgische encefalomyelitis (ME)
De term 'benign myalgic encephalomyelitis' werd geïntroduceerd in 1956 in het medische tijdschrift The Lancet. De naam beschreef een nieuw syndroom dat volgde op een infectieuze ziekte-uitbraak in het Royal Free Hospital in Londen. Er waren eerder al gelijkaardige uitbraken in o.a. Los Angeles County Hospital in 1934 en de stad Akureyri in IJsland in 1948. Patiënten leden aan hoofdpijn, spierzwakte en neuro-cognitieve klachten die een ontsteking in het zenuwstelsel suggereerden. De term 'benign' gaf aan dat ME zelden dodelijk is in tegenstelling tot poliomyelitis waarmee de aandoening aanvankelijk werd vergeleken.
De symptomen van ME zijn chronisch. Het syndroom wordt gekenmerkt door 'relapses', waarbij patiënten herhaaldelijk een terugval ervaren. Dr. Melvin Ramsay omschreef 'vermoeibaarheid in de spieren na triviale inspanning' als het typerende kenmerk van ME. In 2011 werd met de International Consensus Criteria (ICC) nieuwe diagnosecriteria gepubliceerd die zich mede baseerden op het wetenschappelijk onderzoek naar CVS.

### Chronischevermoeidheidssyndroom (CVS)
De diagnose 'chronischevermoeidheidssyndroom' werd in 1988 geïntroduceerd door een panel experten onder leiding van het Amerikaanse Centers for Disease Control and Prevention (CDC). Deze definitie vloeide voort uit onderzoek naar aanhoudende vermoeidheid na een infectie met het Epstein-barrvirus, een virus dat mononucleosis (klierkoorts) veroorzaakt. Deze klachten werden daarom ook wel het 'chronische mononucleosis syndroom' genoemd. Omdat er onvoldoende aanwijzingen waren dat een persisterende infectie de klachten veroorzaakte, werd uiteindelijk voor de neutrale terminologie 'chronischevermoeidheidssyndroom' gekozen. Ook de mysterieuze ziekte-uitbraak in Incline Village, Nevada zette de CDC ertoe aan een nieuwe syndroom voor aanhoudende onverklaarde vermoeidheid in het leven te roepen. Hoewel CVS oorspronkelijk alleen was bedoeld voor wetenschappelijk onderzoek, vond de diagnose ook ingang in de klinische praktijk.

### Systemische inspanningsintolerantieziekte (SEID)
In 2015 stelde het Institute of Medicine (IOM, inmiddels herdoopt tot de National Academy of Medicine) een nieuwe definitie voor. Het IOM-committee merkte in een uitvoerig rapport op "dat de term chronische-vermoeidheidssyndroom vaak leidt tot stigmatisering en bagatellisering en niet langer moet worden gebruikt als de naam van deze ziekte." Dit standpunt werd ook door de Nederlandse Gezondheidsraad onderschreven. Volgens Anthony Komaroff, professor aan Harvard Medical School en een van de auteurs van de eerste CVS-definitie, was de naam een vergissing die de ziekte onbedoeld minimaliseert. Omdat postexertionele malaise als het typerende kenmerk van de aandoening wordt aanzien, stelde het IOM-rapport een nieuwe naam voor: systemische inspanningsintolerantieziekte (SEID). Deze term vond echter weinig ingang in de klinische praktijk en het wetenschappelijk onderzoek.

### Dubbelterm 'ME/CVS'
In wetenschappelijk onderzoek en medische richtlijnen is het gebruikelijk om de term 'ME/CVS' te hanteren waarbij de verschillende casusdefinities van zowel ME als CVS worden meegenomen. Daarnaast zijn er ook diagnosecriteria zoals de Canadese Consensus Criteria (CCC) en de criteria van het National Institute for Health and Care Excellence (NICE) die een syndroom met de naam 'ME/CVS' definiëren.

## Symptomen
ME/CVS is een heterogene aandoening. De klachten kunnen daardoor per patiënt verschillen. Enkele vaak voorkomende symptomen zijn:

Overzicht van de belangrijkste ME/CVS-symptomen en klachten.

- Invaliderende vermoeidheid: onvoldoende energie hebben om de dag door te komen.
- Postexertionele malaise: symptomen verslechteren na het leveren van een inspanning. Patiënten omschrijven dit vaak als een 'crash' of 'terugval'.[25]
- Niet-herstellende slaap: zelfs na een goede nachtrust wakker worden alsof men helemaal niet geslapen heeft.
- Cognitieve beperkingen zoals een verminderd concentratievermogen, hersenmist ('brain fog')[25] en desoriëntatie.
- Orthostatische intolerantie: toename van klachten in rechtopstaande of zittende positie.
- Gevoeligheid voor licht en geluid.
- Maag- en darmklachten.
- Pijn in de spieren en gewrichten, hoofdpijn, terugkerende keelpijn, pijnlijke lymfeklieren.

Postexertionele malaise of PEM wordt als een van de typerende klachten van het syndroom beschouwd. De NICE-richtlijn definieert PEM als een verergering van symptomen die vaak optreedt met uren of dagen vertraging, disproportioneel is tot de activiteit, en een langdurige hersteltijd vraagt van uren, dagen, weken of langer.

## Diagnose
Voor de diagnose van ME/CVS zijn verschillende criteria en richtlijnen uitgewerkt. De Belgische en Nederlandse Gezondheidsraad raden beiden de Institute of Medicine (IOM)-criteria uit 2015 aan in de klinische praktijk.
Bij een vermoeden van ME/CVS wordt eerst een gedegen medisch onderzoek uitgevoerd, inclusief een uitgebreide en gedetailleerde anamnese om andere diagnoses uit te sluiten die de symptomen van de patiënt zouden kunnen verklaren.
De IOM-criteria vereisen vervolgens dat de volgende drie symptomen aanwezig zijn:
1. een substantiële vermindering of aantasting van het vermogen om als voorheen te participeren in beroepsmatige, educatieve, sociale of persoonlijke activiteiten, die voortduurt gedurende meer dan zes maanden en gepaard gaat met een vermoeidheid die vaak intens is, die nieuw is, of een duidelijk begin heeft (niet het hele leven al aanwezig is), die niet het gevolg is van voortdurende overmatige inspanning en niet substantieel vermindert door rust
2. post-exertional malaise (PEM)[29]
3. niet-verkwikkende slaap[29]

Daarnaast moet minstens een van de twee volgende verschijnselen aanwezig zijn:
1. verminderd cognitief functioneren[29]
2. orthostatische intolerantie[29]

De diagnose wordt vaak bevestigd na uitgebreid onderzoek naar de pompfunctie van het hart en de doorbloeding van de hersenen in liggende en staande positie. Patiënten in Nederland kunnen hiervoor terecht bij de cardiologen van stichting Cardiozorg.

## Prevalentie
De prevalentie van ME/CVS varieert afhankelijk van de gebruikte onderzoeksmethoden en diagnosecriteria. Een epidemiologisch onderzoek in Chicago gaf aan dat ME/CVS voorkomt bij 0,42% van de volwassen bevolking. Bij jongeren zou de prevalentie hoger liggen. In een systematische review uit 2020 wordt de prevalentie van ME/CFS geschat op 0,89%.

Resultaten van wetenschappelijk onderzoek naar de levenskwaliteit van mensen met ME/CVS, waaruit blijkt dat deze lager is dan bij 20 andere chronische aandoeningen.

In Nederland en België zijn weinig cijfers beschikbaar over hoe frequent ME/CVS is. Volgens een enquete-onderzoek onder huisartsen uit 1997 is de prevalentie van CVS in Nederland 112 per 100.000 personen. De Nederlandse Gezondheidsraad gaf in aan dat er vermoedelijk 'tussen de 30.000 en 40.000 patiënten' zijn in Nederland, al erkende men dat dit een ruwe schatting is.
Sommige wetenschappers vermoeden dat het aantal ME/CVS-patiënten drastisch zal stijgen door de langetermijneffecten van de Coronapandemie.

## Oorzaak
Over de etiologie en voorbeschikkende factoren van ME/CVS is weinig bekend. Er is een vrouwelijke predominantie: ongeveer drie kwart van de patiënten zijn van het vrouwelijke geslacht. Daarnaast wijst onderzoek bij tweelingen op een mogelijke genetische component.
Longitudinale studies rapporteerden een verhoogde incidentie van ME/CVS na infectie met het Epstein-barrvirus, Coxiella burnetii, Ross River-virus en Giardia duodenalis. ME/CVS wordt daarom in verband gebracht met andere post-infectieuze syndromen zoals long covid, Q-koortsvermoeidheidssyndroom en post-lymfeziektesyndroom.

## Prognose
Een systematische review uit 2005 schatte het mediaan herstelpercentage bij ME/CVS op 5 procent. Zo'n 40 procent van de patiënten rapporteert beterschap doorheen de tijd.
Bij jongeren en adolescenten met ME/CVS lijkt de prognose beter. Een meerderheid kan educatieve of beroepsmatige activiteiten hervatten, al blijven klachten aanwezig.

## Behandeling
Er is nog geen therapie die de oorzaak of pathologie van ME/CVS kan aanpakken wegens een gebrek aan inzicht daarin. De behandeling richt zich daarom op het verlichten van de symptomen van ME/CVS. De European Network on Myalgic Encephalomyelitis/Chronic Fatigue Syndrome (EUROMENE) en de US Clinician's Coaltion hebben hier richtlijnen en advies voor opgesteld.
Cognitieve gedragstherapie (CGT) wordt ingezet om patiënten te helpen om beter met de impact, stress en gevolgen van de aandoening te leren omgaan. CGT die aanneemt dat ME/CVS in stand gehouden worden door foutieve gedachten en deconditionering wordt echter door de Britse NICE-richtlijn afgeraden. Sommige patiënten rapporteren negatieve ervaringen bij deze therapievorm.
Graduele oefentherapie (Engelse afkorting: GET) wordt door de Belgische en Nederlandse gezondheidsraad niet langer aangeraden "gezien de twijfelachtige effectiviteit en het risico op mogelijke schadelijke effecten."
Uit enquêtes blijkt dat ME/cvs-patiënten 'pacing' vaak nuttig vinden. Pacing is een zelfmanagementstrategie waarbij inspanningen worden gedoseerd zodat patiënten zo actief mogelijk kunnen blijven zonder postexertionele malaise te veroorzaken.
In Nederland kunnen patiënten terecht bij een kleine selectie aan ME-specialisten, waaronder cardiologen van stichting Cardiozorg en artsen van het CVS/ME Medisch Centrum. Ook kunnen patiënten bij de Vermoeidheidkliniek terecht. 

## Onderzoek

### DecodeMe
In het Verenigd Koninkrijk is in 2022 DecodeME, een grootschalige genetische studie, opgestart. Doel van dit onderzoek is om het genoom van 20.000 ME/CVS-patiënten te analyseren om zo genetische risicofactoren voor ME/CVS te detecteren.
In augustus 2025 zijn de eerste resultaten gepubliceerd van genetisch onderzoek onder 15.579 mensen met ME/CVS en 259.909 controles van Europese afkomst. De onderzoekers hebben aangetoond dat er duidelijke genetische verschillen bestaan tussen mensen met ME/CVS en de algemene bevolking.
In totaal zijn acht genetische regio's geïdentificeerd die vaker voorkomen bij mensen met ME/CVS dan bij controles. Deze genetische signalen zijn voornamelijk betrokken bij het immuunsysteem en het zenuwstelsel, wat wijst op immunologische en neurologische oorzaken voor de ziekte. Minstens twee van deze genetische regio's zijn gerelateerd aan de reactie van het lichaam op infecties, terwijl andere signalen verband houden met het zenuwstelsel, waaronder één die eerder is gevonden bij mensen met chronische pijn. Er is geen verband gevonden met genen die betrokken zijn bij depressie of angststoornissen.
De resultaten bevestigen dat genetische factoren bijdragen aan het risico op het ontwikkelen van ME/CVS, maar DecodeME benadrukt dat verder onderzoek nodig is om de onderliggende biologische mechanismen te ontrafelen en tot effectieve behandelingen te komen.

### Ander onderzoek
In 2021 startte ZonMw een tienjarig biomedisch onderzoeksprogramma naar ME/CVS. Twee samenwerkingsverbanden of consortia werden gefinancierd: ME/CFS Lines onder leiding van Judith Rosmalen en het Nederlandse ME/CVS Cohort- en Biobank-consortium (NMCB) onder leiding van Jos Bosch. Het uiteindelijke doel van het onderzoeksprogramma is om de gezondheid, kwaliteit van leven en maatschappelijke positie van ME/CVS-patiënten te verbeteren.

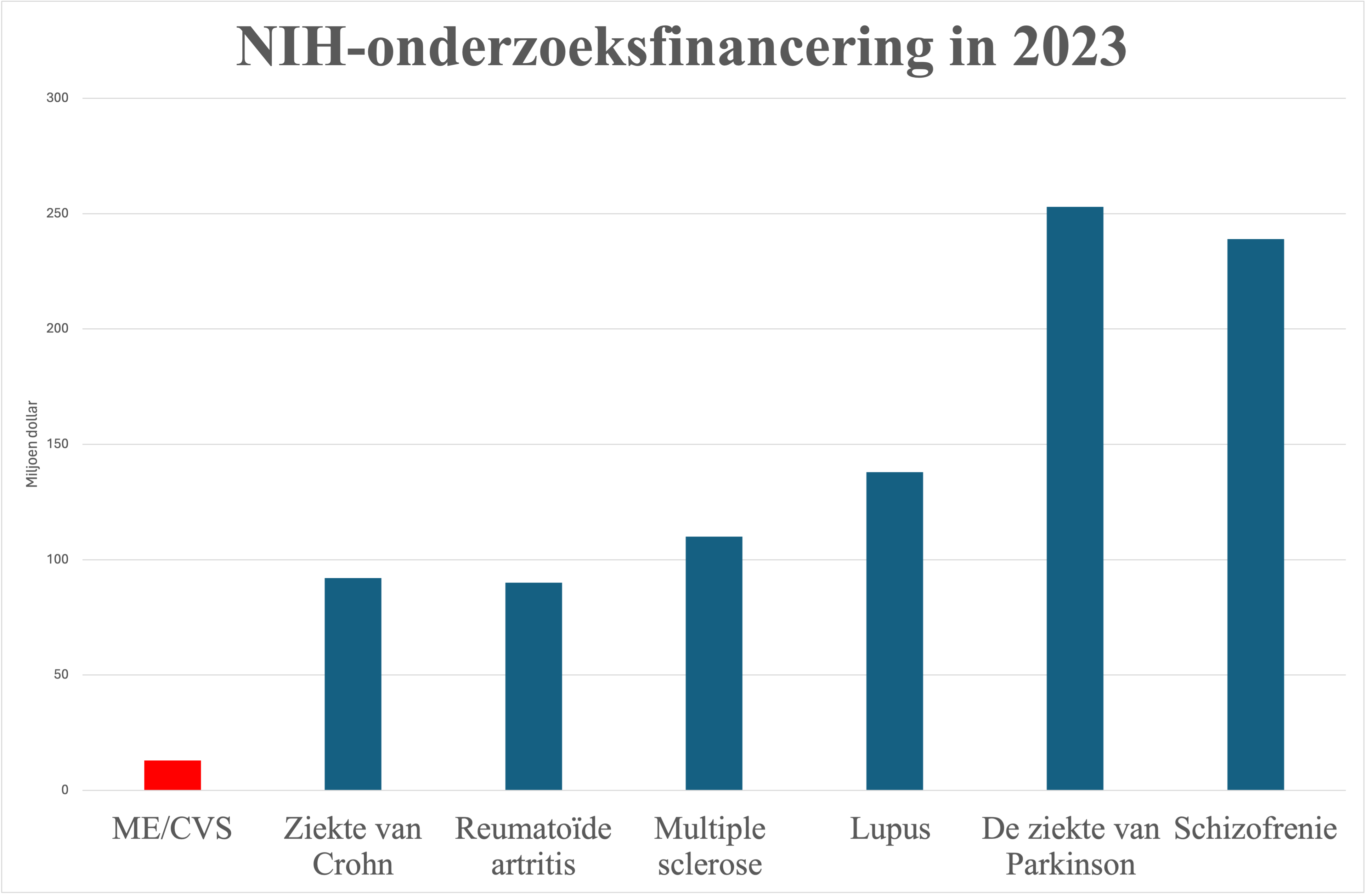
NIH-onderzoeksfinanciering voor ME/CVS en gelijkaardige aandoeningen in 2023

Een studie in opdracht van de Europese Commissie identificeerde ME/CVS als een medische aandoening met een hoge ziektelast waarnaar te weinig onderzoek wordt gedaan. Uit een analyse van het Amerikaanse National Institutes of Health (NIH) bleek dat ME/CVS-onderzoek slechts 7% van de financiering ontving die het op basis van ziektelast zou krijgen.
Het AMC en de VU in Amsterdam hebben samen wetenschappelijk onderzoek gepubliceerd over de spierfunctie van ME/CVS patiënten. Er is gebleken dat ME/CVS patiënten een Type 1-atrofie hebben waardoor ze geen duurzame activiteiten kunnen doen. Doordat de spieren in de bloedvaten ook aangedaan zijn, is het voor ME/CVS patiënten erg moeilijk om een rechtop zijnde houding vast te houden. Uit eerder onderzoek is gebleken dat ME/CVS-patiënten bij een rechtop zijnde houding een verminderde doorbloeding hebben van de hersenen. ME/CVS hebben hierdoor vaak cognitieve problemen zoals hersenmist, maar ook cardiale problemen zoals POTS, OI, OH en neurologische problemen zoals dysautonomie en polyneuropathie.

## Maatschappelijke impact

### Arbeidsbeoordeling
De Steungroep ME en Arbeidsongeschiktheid publiceerde in januari 2024 een rapport waarin ME/CVS-patiënten moeilijkheden aangaven bij de beoordeling van hun arbeidsongeschiktheid door het Uitvoeringsinstituut Werknemersverzekeringen (UWV). ME-patiënten die niet meer zelfstandig kunnen leven worden door het UWV toch fit genoeg geacht om te werken, aldus het rapport. Volgens het UWV hebben ruim 80% van de beoordelingen van ME/CVS tussen 2020 en 2022 geleid tot een uitkering, waarvan bijna 60% van de cliënten als volledig arbeidsongeschikt is beoordeeld.
De Gezondheidsraad wees in 2020 op een problematische beoordeling van het herstelgedrag van ME/CVS-patiënten, waarbij afzien van CGT of GET wordt aangemerkt als herstel-gedrag dat 'niet adequaat' en 'medisch verwijtbaar' zou zijn. De conclusie van de Gezondheidsraad was dat CGT en GET bij ME/CVS niet beschouwd kunnen worden als naar algemeen medische maatstaven adequate behandelingen waartoe patiënten verplicht kunnen worden. De keuze om af te zien van CGT of GET mag niet leiden tot het oordeel dat de patiënt zijn kans op herstel mist, niet meewerkt aan zijn of haar herstel of verwijtbaar handelt. De motie Raemakers maakt het ME/CVS-patiënten mogelijk om een herbeoordeling aan te vragen indien de verzekeringsarts oordeelde dat men geen CGT of GET wilde volgen.

### Ziektelast
De economische kosten als gevolg van ME/CVS werden in de VS geschat op 36 tot 51 miljard dollar per jaar, rekening houdend met zowel verloren loon als gezondheidsuitgaven. In Europa werd de jaarlijkse ziektelast van ME/CVS geschat op 40 miljard euro per jaar.

### Behandelcentra in Nederland
- CVS/ME Medisch Centrum
- Stiching Cardio Zorg
- Vermoeidheidskliniek

### Patiëntenverenigingen in Nederland
- ME/CVS-Vereniging
- Stichting Steungroep ME en Arbeidsongeschiktheid
- ME/CVS Nederland (voorheen de ME/CVS-Stichting)

### Patiëntenverenigingen in België
- CVS-contactgroep
- 12ME
- Millions Missing Belgique